# 盧楠
盧楠（？—1569年），字少楩，北直隸大名府濬縣人，明朝詩人。

## 生平
嘉靖廣五子之一，受到王世貞的贊賞。万恭赞其诗作“激烈悲怆，有古先秦汉策士之风”。恃才傲物，好使酒罵座。濬县知县汪岑欲会卢楠，以酒相邀，屡请不至。嘉靖二十一年（1542年），汪岑將盧楠構陷下獄，嚴刑拷打，致臀踵潰爛。謝榛至京師為其鳴冤。嘉靖二十八年（1549年），濬縣新任知縣陸光祖到任，冤案始得昭雪。嘉靖三十年（1551年）出獄。盧楠出獄後，到彰德拜謝謝榛。晚年落魄，隆慶三年（1569年）因嗜酒而死。有《蠛蠓集》等。

## 文化
- 馮夢龍《醒世恆言·盧太學詩酒傲王侯》是寫濬县知县汪岑陷害士绅卢楠的故事。

## 延伸阅读
[在维基数据编辑]
 《明史卷二百八十七》，出自《明史》